# Dreams (Will Come Alive)
Dreams (Will Come Alive) is een nummer van de Nederlandse eurodancegroep 2 Brothers on the 4th Floor. Het is de vierde single van hun debuutalbum Dreams uit 1994. Op 18 juni dat jaar werd het nummer op single uitgebracht.

## Achtergrond
"Dreams (Will Come Alive)" werd in diverse Europese landen een grote danshit. In Duitsland en de Eurochart Hot 100 werd de 25e positie behaald, in Italië de 4e, Israël de 2e en in het Verenigd Koninkrijk de 93e positie in de UK Singles Chart.
In Nederland was de single in week 24 van 1994 Alarmschijf op Radio 538 en werd een gigantische hit. De single bereikte de nummer 1-positie in zowel de Nederlandse Top 40 op destijds Radio 538 als de toen nieuwe publieke hitlijst; de Mega Top 50 op  Radio 3FM. 
In België bereikte de single de 8e positie in de voorloper van de Vlaamse Ultratop 50 en de 10e positie in de Vlaamse Radio 2 Top 30. In Wallonië werd géén notering behaald.
De single werd ook gebruikt in de films Flodder 3 uit 1995 en New Kids Nitro uit 2011.

## Hitnoteringen

### Nederlandse Top 40
| Hitnotering: 18-06-1994 t/m 24-09-1994 | Hitnotering: 18-06-1994 t/m 24-09-1994 | Hitnotering: 18-06-1994 t/m 24-09-1994 | Hitnotering: 18-06-1994 t/m 24-09-1994 | Hitnotering: 18-06-1994 t/m 24-09-1994 | Hitnotering: 18-06-1994 t/m 24-09-1994 | Hitnotering: 18-06-1994 t/m 24-09-1994 | Hitnotering: 18-06-1994 t/m 24-09-1994 | Hitnotering: 18-06-1994 t/m 24-09-1994 | Hitnotering: 18-06-1994 t/m 24-09-1994 | Hitnotering: 18-06-1994 t/m 24-09-1994 | Hitnotering: 18-06-1994 t/m 24-09-1994 | Hitnotering: 18-06-1994 t/m 24-09-1994 | Hitnotering: 18-06-1994 t/m 24-09-1994 | Hitnotering: 18-06-1994 t/m 24-09-1994 | Hitnotering: 18-06-1994 t/m 24-09-1994 | Hitnotering: 18-06-1994 t/m 24-09-1994 |
| Week                                   | 1                                      | 2                                      | 3                                      | 4                                      | 5                                      | 6                                      | 7                                      | 8                                      | 9                                      | 10                                     | 11                                     | 12                                     | 13                                     | 14                                     | 15                                     |                                        |
| -------------------------------------- | -------------------------------------- | -------------------------------------- | -------------------------------------- | -------------------------------------- | -------------------------------------- | -------------------------------------- | -------------------------------------- | -------------------------------------- | -------------------------------------- | -------------------------------------- | -------------------------------------- | -------------------------------------- | -------------------------------------- | -------------------------------------- | -------------------------------------- | -------------------------------------- |
| Nummer                                 | 20                                     | 11                                     | 5                                      | 3                                      | 1                                      | 1                                      | 1                                      | 1                                      | 3                                      | 6                                      | 7                                      | 12                                     | 23                                     | 34                                     | 38                                     | uit                                    |

### Mega Top 50
| Hitnotering: 18-06-1994 t/m 24-09-1994 | Hitnotering: 18-06-1994 t/m 24-09-1994 | Hitnotering: 18-06-1994 t/m 24-09-1994 | Hitnotering: 18-06-1994 t/m 24-09-1994 | Hitnotering: 18-06-1994 t/m 24-09-1994 | Hitnotering: 18-06-1994 t/m 24-09-1994 | Hitnotering: 18-06-1994 t/m 24-09-1994 | Hitnotering: 18-06-1994 t/m 24-09-1994 | Hitnotering: 18-06-1994 t/m 24-09-1994 | Hitnotering: 18-06-1994 t/m 24-09-1994 | Hitnotering: 18-06-1994 t/m 24-09-1994 | Hitnotering: 18-06-1994 t/m 24-09-1994 | Hitnotering: 18-06-1994 t/m 24-09-1994 | Hitnotering: 18-06-1994 t/m 24-09-1994 | Hitnotering: 18-06-1994 t/m 24-09-1994 | Hitnotering: 18-06-1994 t/m 24-09-1994 | Hitnotering: 18-06-1994 t/m 24-09-1994 |
| Week                                   | 1                                      | 2                                      | 3                                      | 4                                      | 5                                      | 6                                      | 7                                      | 8                                      | 9                                      | 10                                     | 11                                     | 12                                     | 13                                     | 14                                     | 15                                     |                                        |
| -------------------------------------- | -------------------------------------- | -------------------------------------- | -------------------------------------- | -------------------------------------- | -------------------------------------- | -------------------------------------- | -------------------------------------- | -------------------------------------- | -------------------------------------- | -------------------------------------- | -------------------------------------- | -------------------------------------- | -------------------------------------- | -------------------------------------- | -------------------------------------- | -------------------------------------- |
| Nummer                                 | 33                                     | 10                                     | 2                                      | 2                                      | 1                                      | 1                                      | 1                                      | 2                                      | 3                                      | 4                                      | 9                                      | 12                                     | 17                                     | 26                                     | 44                                     | uit                                    |